# 皮埃尔角村

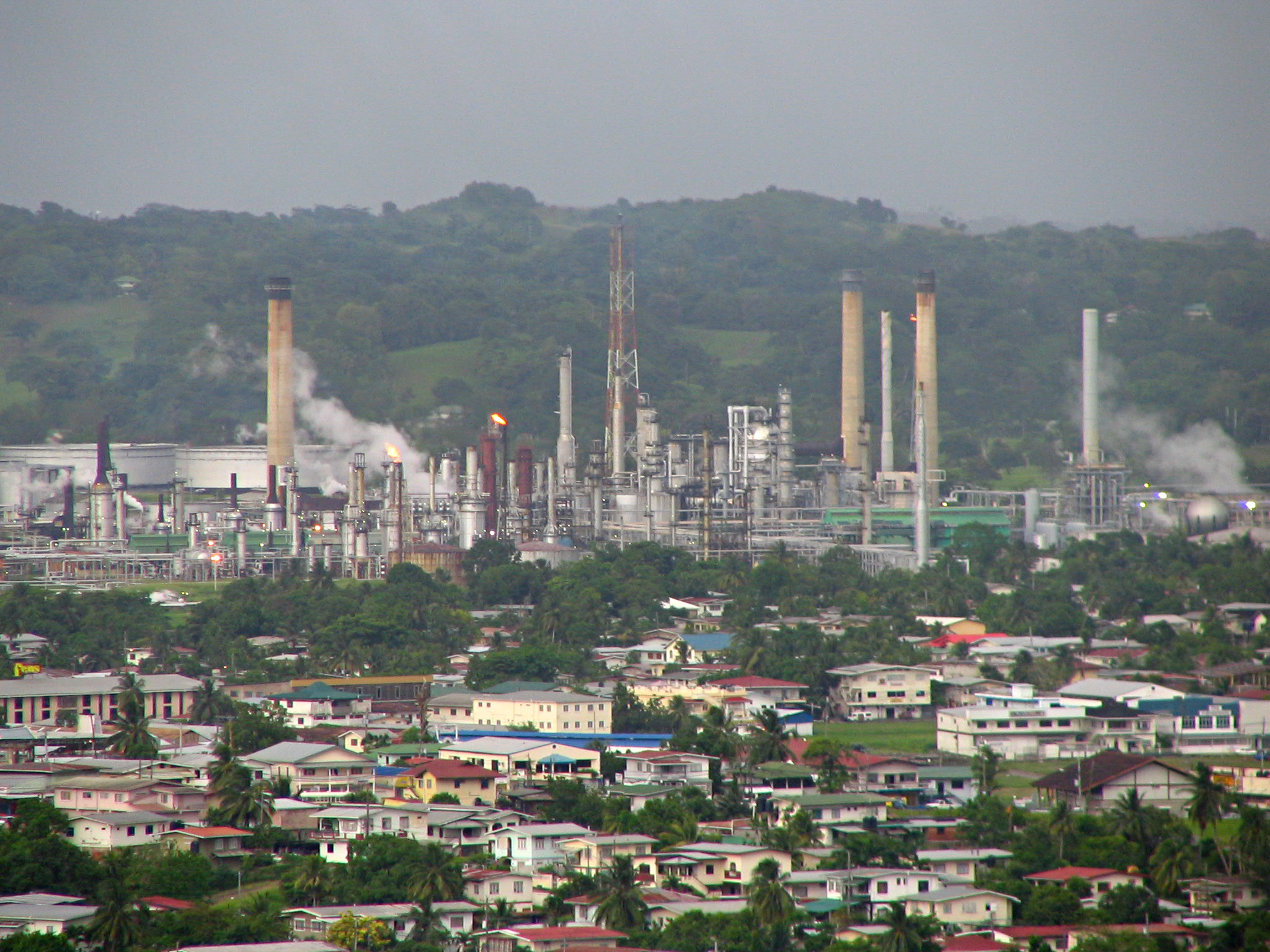

皮埃尔角村（英語：Pointe-à-Pierre）是加勒比海岛国特立尼达和多巴哥特立尼达岛南部的一座城镇，行政上由库瓦-塔瓦基特-塔尔帕罗地区管辖，位于圣费尔南多北部和克拉克斯顿贝南部，2011年人口460人。